# Agouticarpa velutina
Agouticarpa velutina là một loài thực vật có hoa trong họ Thiến thảo. Loài này được C.H.Perss. mô tả khoa học đầu tiên năm 2003.